# Pàral
Pàral (en llatí Paralus, en grec antic Πάραλος) fou el més jove dels dos fills legítims de Pèricles. Formava part de la família dels Alcmeònides.
El seu nom, segons Ateneu de Nàucratis, li provenia de la nau Pàralos, una trirrem sagrada de la ciutat d'Atenes. Va ser educat amb gran cura pel seu pare, però tant ell com el seu germà Xàntip no tenien gaire capacitat. Pèricles va posar les seves esperances en Pàral, que semblava ser millor. Portaven el renom de Βλιττομάμμας (alimentats amb mel).
Els dos germans van morir joves, junt amb la seva mare, a la plaga que va afectar Atenes l'any 429 aC, segons diuen Plutarc i Ateneu de Nàucratis.